# Зелений путівник Мішлен
Зелений путівник Мішлен (Зелений гід Мішлен; фр. Michelin, Le Guide Vert) — один з популярних туристичних довідників, що видаються компанією з виробництва шин Michelin.

## Загальні відомості
Туристичним путівникам Мішлен передували так звані ілюстровані путівники Мішлен по полях битв війни 1914—1918 років. А ще раніше, приблизно 1906 року, популярними були путівники по пам'ятних місцях Франції.
Найбільш популярним і поширеним з путівників від компанії Мішлен є ресторанно-готельний Червоний путівник. Але для туристів, які цікавлятьсся лише певним регіоном тих чи інших країн, видається «Зелений путівник Мішлен» (Michelin, Le Guide Vert).
Система оцінок залишається єдиною для всіх путівників Мішлен: кількість зірок від однієї до трьох.
Проте форма зірок відрізняється: в Зеленому путівнику вони п'ятиконечні і чорного кольору ().
Зелений гід випускається різними мовами. Він менший за обсягом і за межі Європи вийшов набагато раніше Червоного: перший Зелений гід на території США був опублікований 1968 року, в Мангеттені.
Ресторани в Зеленому путівнику зазначаються лише з кухнями високої якості, але з помірними цінами (до €50).
Особливість Зеленого довідника полягає в тому, що він видається окремо для кожного регіону тієї чи іншої країни.

## Позначення

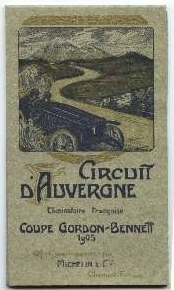
Зелений путівник Мішлен. Провінція Овернь.

Книга має два вкладення, посилання на які даються на зменшеній карті.
Гідні для відвідування міста позначаються прямими символами, а природні об'єкти курсивом:
- «Поїздка того варта» (три зірки, виділено зеленим кольором жирним шрифтом) — заради візиту варто витратити цілий день
- «Доцільно заїхати» (2 зірки, виділено помаранчевим кольором) — заради візиту варто дещо відхилитися від маршруту
- «Визначні місця» (1 зірка, виділено синім кольором) — історичні і культурні пам'ятники
- «Можна відвідати» (проста згадка)

У путівнику представлено туристичні варіанти з нетривалим часом перебування (один день або кілька).
Перші сторінки, що стосуються певної країни, починаються з презентації її історії, економіки, звичаїв, практичних порад для відвідувачів тощо.
Детальна інформація про місто чи природний об'єкт описана на всіх наступних сторінках. Є індексний показчик на останніх сторінках.
Путівник видається для кожного регіону Франції, а також для багатьох важливих туристичних напрямків у Європі та світі (міста, регіони та країни). Колекція 2012 року налічує близько 100 різних путівників та перекладена на дев'ять мов, включаючи японську та іврит.
Деякі довідники стосуються прикордонних регіонів (наприклад, Країна Басків) або двох країн (Ельзас-Вогези-Шварцвальд, Бельгія-Люксембург, Сирія-Йорданія).

## Регіональні путівники
У 1926 році вийшов перший регіональний путівник Мішлена, присвячений Бретані. Цільовою аудиторією були автомобілісти. Нова колекція путівників була за форматом подібна Червоному путівнику Мішлен, мала тверду картонну обкладинку, оскільки ці путівники мали доповнювати один одного.
У середині 1930-х років Мішлен зупинив свій вибір на м'якій обкладинці і змінив її формат на 25,5 * 11,5 см, зберігши червоний колір.
1936 року каталог включав такі регіони: Альпи, Ельзас, Овернь, Бретань, Замки Луари, Лазуровий Берег, ущелина Горж-дю-Тарн, Лотарингія, Прованс, Піренеї, Верден.
1939 року був вибраний зелений колір для путівників Савойя та Дофіне, але довідник Юра того ж 1939 року все ж мав червоний колір. Під час Другої світової війни використовувались два кольори одночасно.
Після війни регіональні путівники стали випускатись лише з зеленими обкладинками, починаючи з путівника по Парижу (1946) та по Замках Луари (1946). Наступним був випуск Іль-де-Франс.
Офіційно лише 1958 року видавництво встановило назву «Зелений путівник», в той час як користувачі вже називали його так протягом кількох років.
Колекція «Les Belles Routes de France» після спроби вийти в зеленому кольорі в 1949 році зупинила свій вибір на червоній обкладинці, яку зберігала до 1953 року. Ця серія містила комбіновані коментарі до маршрутів, взяті з зелених туристичних путівників та червоних ресторанно-готельних путівників.
2000-х років стались значні зміни в презентаціях — путівники стали більш досконалими, в тому числі в деталях і в ілюстраціях.
Компанія запустила новий проект, приурочивши його до сторіччя з дня випуску першого путівника. Була створена дочірня компанія ViaMichelin, яка займається створенням і підтримкою Інтернет-проекту на основі вже наявних друкованих видань.
Компанія регулярно доповнює карти Мішлен та карти IGN.
За посиланням www.viamichelin.com можна в електронному вигляді знайти не тільки дані, розміщені в Червоному і Зеленому путівниках, але і всю супутню інформацію для туриста. До новинок належить підтримка GPS-навігації.

## Для сімейних мандрівок
У квітні 2016 року до каталогу було додано нову колекцію «Les Petits Explorateurs».
Це збірник путівників, орієнтований на сімейні подорожі з дітьми віком від 7 до 11 років. В ньому використовуються атрибути довідника для дорослих: колір, формат і система оцінок, але з відповідними для дітей змістом та тоном.
Путівники редагуються спільно з молодіжним видавництвом «Quelle Histoire». З моменту запуску видано шість путівників: Париж, Лондон, Рим, Замки долини Луари, Прованс, Південна Бретань.